# 20.ª División (Ejército Popular de la República)
La 20.ª División fue una de las divisiones del Ejército Popular de la República que se organizaron durante la guerra civil española sobre la base de las Brigadas Mixtas. Situada en el frente de Andalucía, la división tuvo un papel poco relevante.

## Historial
La unidad fue creada el 3 de abril de 1937, en el seno del Ejército del Sur.
Quedó compuesta por las brigadas mixtas 52.ª (en Hinojosa del Duque), 89.ª (Torredonjimeno) y 92.ª (Andújar). La 20.ª División, que tenía su cuartel general en Andújar, quedó bajo el mando del teniente coronel Carlos García Vallejo. Con posterioridad el mando de la unidad recayó en el comandante de artillería Urbano Orad de la Torre.
A partir de junio de 1937 la división quedó incorporada al recién creado IX Cuerpo de Ejército.
A lo largo de la contienda no llegó a tomar parte en operaciones militares de relevancia.

## Mandos
Comadantes
- teniente coronel Carlos García Vallejo;
- Comandante de artillería Urbano Orad de la Torre;

Comisarios
- Andrés Cuchillo Rodríguez, del PSOE;[7]

Jefes de Estado Mayor
- comandante de infantería Miguel González Rubio;[8]

## Orden de batalla
| Fecha         | Cuerpo de Ejército adscrito | Brigadas Mixtas integradas | Frente de batalla |
| ------------- | --------------------------- | -------------------------- | ----------------- |
| Abril de 1937 | —                           | 52.ª, 89.ª y 92.ª          | Andalucía         |
| Abril de 1938 | IX Cuerpo de Ejército       | 89.ª, 148.ª y 106.ª        | Andalucía         |